# 林孔 (博奈尔)

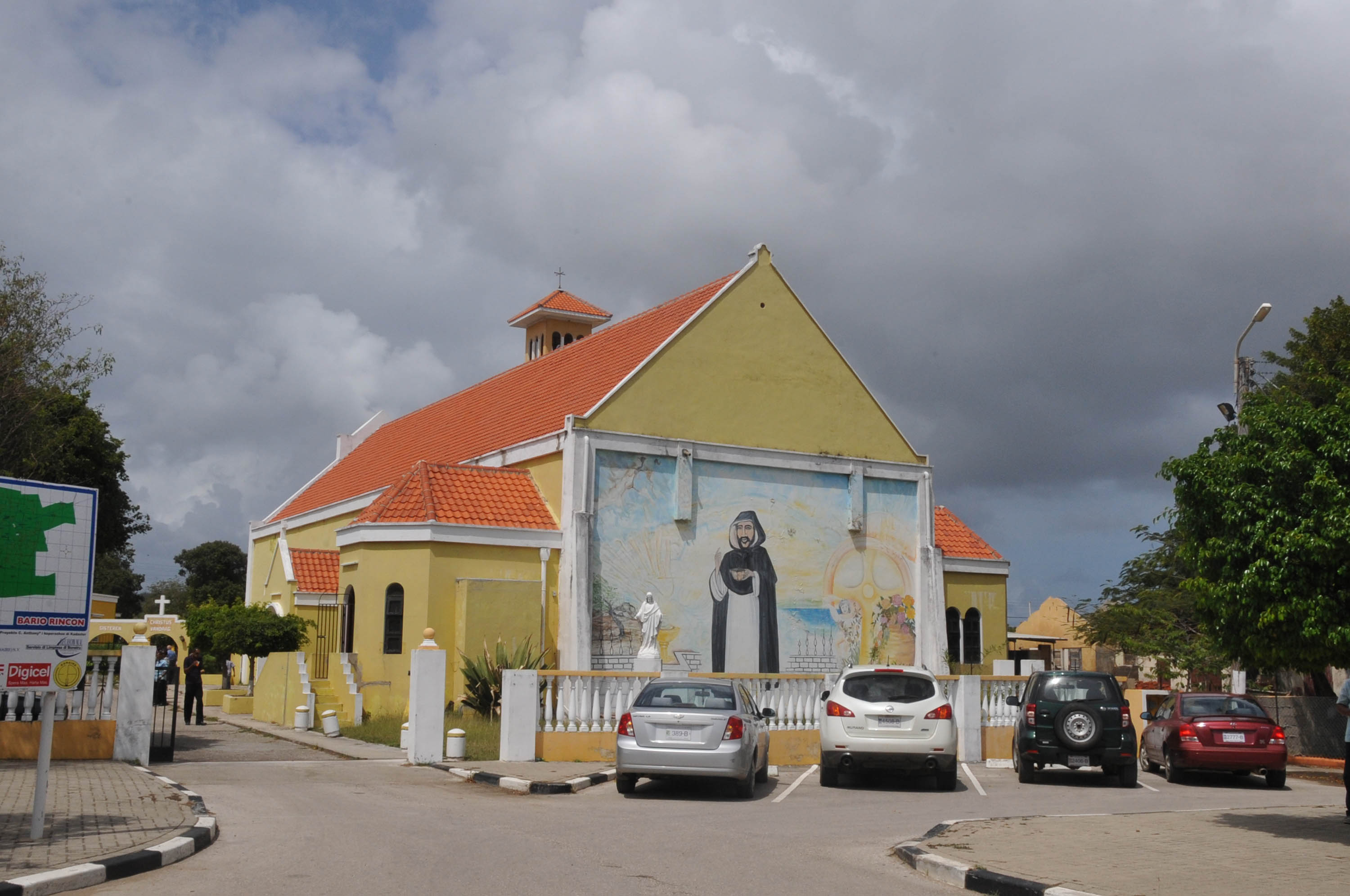
林孔

林孔（Rincon）是荷兰在加勒比海公共实体博奈尔的两大城镇之一，位于岛上北海岸的内陆峡谷。该地在16世纪由西班牙人建立，2007年人口2,788人。其他在博奈尔上被正式承认的城镇只有克拉伦代克。
12°14′49″N 68°19′05″W / 12.247°N 68.318°W